# Konex (шаховий турнір)
Перший турнір Konex Master Chess Tournament відбувся 1977 року в Буенос-Айресі. Його організатором був Луїс Овсеєвич, президент компанії Konex Foundation.

## Konex Master Chess Tournament
| # | Рік                                      | Переможець                                              |
| - | ---------------------------------------- | ------------------------------------------------------- |
| 1 | 1977 (національний, закритий)            | Рауль Сангінетті (Аргентина)                            |
| 2 | 1979 (міжнародний турнір за запрошенням) | Віктор Корчной (Швейцарія) Любомир Любоєвич (Югославія) |
| 3 | 1980 (перший на тай-брейку)              | Хорхе Сметан (Аргентина), чисте 1-ше місце              |
| 4 | 1985 (зональний турнір)                  | Мігель Кінтерос (Аргентина) Іван Моровіч (Чилі)         |
| 5 | 1987 (міжнародний турнір за запрошенням) | Михайло Таль (СРСР)                                     |
| 6 | 1988 (міжнародний турнір за запрошенням) | Жілберту Мілош (Бразилія) Сенон Франко (Парагвай)       |
| 7 | 1991 (перший на тай-брейку)              | Пабло Рікарді (Аргентина), перший на тай-брейку         |
| 8 | 1994 (відкритий турнір)                  | Пабло Зарніцкі (Аргентина), перший на тай-брейку        |